# Coro Rosarte
Il coro Rosarte è uno dei cori greci più importanti in quanto è stato il coro dei bambini della Municipalità di Atene e un coro della Greek Broadcasting Corporation. Il coro appartiene agli ensemble musicali del Comune di Atene dal febbraio 2008.
La popolarità del coro crebbe quando partecipò alla cerimonia di apertura delle Olimpiadi speciali del 2011 eseguendo l'inno nazionale della Grecia.
Rosarte divenne indipendente nel 2008 con 240 membri dai 6 ai 19 anni.